# Winnertzia lugubris
Winnertzia lugubris är en tvåvingeart som först beskrevs av Johannes Winnertz 1853.  Winnertzia lugubris ingår i släktet Winnertzia och familjen gallmyggor. Inga underarter finns listade i Catalogue of Life.